# اللجنة الأولمبية الوطنية العراقية
اللجنة الأولمبية الوطنية العراقية (بالإنجليزية: National Olympic Committee of Iraq)‏ هي أعلى هيئة رياضية غير حكومية تدير الحركة الأولمبية في العراق، وتتمتع بشخصية معنوية واستقلال مالي وإداري، ويقع مقرها في بغداد ولها فتح فروع في الأقاليم والمحافظات، وتعمل وفقاً لأحكام قانونها والقوانين العراقية النافذة والميثاق الأولمبي، وقرارات اللجنة الأولمبية الدولية ونظامها الداخلي.

## التاريخ
جاءت المشاركة العراقية بعد اسابيع قليلة من نيل اللجنة الاولمبية الاعتراف الدولي من قبل اللجنة الاولمبية الدولية، ليكون العراق الدولة العربية الرابعة بعد مصر وكل من سوريا ولبنان اللتان نالتا الاعتراف في عام 1948 أيضا. وكانت المشاركة في دورة الالعاب الاولمبية التي نظمتها العاصمة البريطانية لندن للفترة من التاسع والعشرين من تموز يوليو ولغاية الرابع عشر من اب أغسطس 1948. وتالف أول وفد عراقي من السيد اكرم فهمي عميد الحركة الاولمبية في العراق رئيسا للوفد. ومن السيد مجيد محمد السامرائي مدرب فريق كرة السلة، والاداريين إسماعيل محمد ومحمود القيسي اللذين كانا طالبين في لندن واضيفا إلى الوفد، والسيد عبد الرزاق نعمان صحفيا مرافقا للوفد، ومن (11) رياضيا يمثلون العاب القوى ومنتخب كرة السلة، وهم: كنعان عوني وعرفان وجدي وسلمان مهدي (الملقب فرس النبي) وجوزيف يونان وحنا جورج وصالح فرج واحمد حميد وهاشم عبد الجليل وودود خليل جمعه وسلمان دله علي أعضاء منتخب كرة السلة، فيما مثل العاب القوى كل من لبيب حسو وسلمان دلة علي الذي بات أول (واخر) رياضي عراقي يشترك في لعبتين مختلفتين في الاولمبياد كانت المشاركة تحمل الطابع الشرفي أكثر منه تنافسي حيث احتل فريق كرة السلة المرتبة الثانية والعشرين ماقبل الاخيرة من بين الدول المشاركة، كما لم يحقق رياضيو الساحة والميدان نتائج كبيرة وخرجوا من الجولات الأولى.
بعد عملية غزو العراق 2003 اصدر الحاكم المدني بول بليمر قرار بحل اللجنة الاولمبية الوطنية. تم اقرار وثيقة عمل عرفت فيما بعد بوثيقة دوكان والتي على اثرها انتخب رعد حمودي رئيسا للجنة الاولمبية والتي كان ممن المقرر ان تقوم بانشاء قانون اساسي وتنظيمي للجنة.
في 20 مايو/آيار، 2008، قرر مجلس الوزاء العراقي إيقاف عمل المكتب التنفيذي للجنة الأولمبية العراقية واتحاداتها كافة وتشكيل لجنة مؤقتة برئاسة وزير الشباب والرياضة وتمنح كافة الصلاحيات ولمدة ثلاثة أشهر لأجل إقامة الانتخابات وفق الاليات والضوابط المقرة والمعلنة وكذلك إعداد مشروع قانون جديد للجنة الأولمبية، وتتكفل اللجنة بأدارة نشاطات الاتحادات الرياضية والإشراف عليها كافة، وينتهي عمل اللجنة عند إنتهاء الانتخابات.
وفي مايو/آيار 2009، تسلم المكتب التنفيذي للجنة الأولمبية الوطنية العراقية المنتخبة برئاسة رعد حمودي، مهام عمله من اللجنة المؤقتة لإدارة شؤون الرياضة، بمراسيم رسمية.
لم يتم تشكيل أي قرار للجنة حتى قام البرلمان العراقي في تشرين الثاني 2019 باقرار قانون برلماني للجنة الاولمبية اعتمد من قبل اللجنة الاولمبية الدولية.

### تاريخ المشاركات
راجع العراق في الالعاب الاولمبية

## تشكيلات اللجنة

### الجمعية العامة
تعد الجمعية العامة السلطة العليا للجنة وتتألف من:
- أعضاء اللجنة الأولمبية الدولية في العراق
- الاتحادات الأولمبية المنتمية إلى الاتحادات الدولية على أن يشكلوا أغلبية الاصوات في الجمعية.
- الرياضيين ممن مثلوا العراق في واحدة من الدورات الاولمبية الثلاث الأخيرة يتم انتخابتهم من بين المشاركين في تلك الدورات.

ويمكن للجمعية العامة انتخاب أعضاء أخرين ممثلين عن:
- الجهات الرسمية المعنية بالشأن الرياضي وفقاً للنظام الداخلي
- مجاميع الألعاب والمنظمات والشخصيات الرياضية التي قدمت خدمات للرياضة والفكر الأولمبي
- الاتحادات غير الأولمبية المنتمية إلى اتحادات دولية معترف بها من قبل اللجنة الأولمبية الدولية.

#### مهام الجمعية العامة
تتولى الجمعية العامة المهام الآتية:
- رسم السياسة العامة
- انتخاب رئيس وأعضاء المكتب التنفيذي بالاقتراع السري المباشر وبأغلبية الحاضرين
- إقرار موازنة اللجنة
- إقرار النظام الداخلي للجنة
- المصادقة على تقرير المكتب التنفيذي الخاص بأنشطة اللجنة وخطة العمل للعام الجديد
- المصادقة على حسابات اللجنة
- المصادقة على تقرير المحاسب القانوني المجاز
- المصادقة على الحساب الختامي للسنة المالية المنتهية
- التصديق على محضر الاجتماع السابق للجمعية العامة
- مناقشة المواضيع التي يقرر المكتب التنفيذي إحالتها إليها واتخاذ القرار المناسب بشأنها
- تمارس أية مهام أخرى ينص عليها النظام الداخلي

### المكتب التنفيذي
يعد المكتب التنفيذي الهيئة التنفيذية للجنة ويتألف من الرئيس وأعضاء تنتخبهم الجمعية العامة من بين أعضائها، وينتخب الرئيس وأعضاء المكتب التنفيذي لمدة 4 سنوات تقويمية ويجوز لهم الترشح مجدداً وفقاً للنظام الداخلي. ويحق للمكتب التنفيذي تشكيل لجان مختصة ومجاميع عمل، مكونة من خبراء، وفقاً للنظام الداخلي.

#### مهام المكتب التنفيذي
يتولى المكتب التنفيذي المهام الآتية:
- تنفيذ قرارات الجمعية العامة
- إدارة شؤون اللجنة من النواحي الفنية والإدارية والمالية
- إعداد مشروع موازنة اللجنة
- تنفيذ السياسة التي تضعها الجمعية فيما يتعلق بتمثيل العراق في الدورات الدولية والقارية والعربية والإقليمية أو في المباريات التي تجري مع الفرق الخارجية في داخل العراق وخارجه وتنظيم الشؤون المتعلقة بذلك.
- وضع البرامج للموسم الرياضي بالتنسيق مع الاتحادات والمؤسسات الرياضية
- وضع البرامج والخطط اللازمة لتنفيذ السياسة العامة للجنة
- التعاقد مع محاسب قانوني لإعداد الحساب الختامي
- الموافقة على إبرام العقود التي يتطلبها عمل اللجنة وفقاً للقانون والنظام الداخلي.
- يمارس أية مهام أخرى ينص عليها النظام الداخلي.

#### شروط عضوية المكتب التنفيذي
يشترط في رئيس وأعضاء المكتب التنفيذي ما يأتي:
- أن يكونوا عراقيي الجنسية
- أن يكونوا ملمين بالنشاط الرياضي وعلى معرفة بالمبادئ الأولمبية
- غير محكوم عليهم بجناية غير سياسية أو جنحة مخلة بالشرف

## الإيرادات المالية
تتكون الإيرادات المالية للجنة مما يأتي:
- المنح الحكومية
- التبرعات والهبات المقدمة للجنة من داخل العراق وخارجه وفقاً للقانون.
- إيرادات الدورات الأولمبية والإقليمية والقارية والعربية والبطولات الودية التي تنظمها اللجنة.
- حقوق النقل التلفزيوني للدورات والإعلام والأنشطة المنظمة للجنة.
- المنح التي تقدمها الهيئات الرياضية الدولية المعترف بها بما في ذلك اللجنة الأولمبية الدولية واتحاد اللجان الأولمبية الوطنية والمجلس الأولمبي الأسيوي ولجنة التضامن الأولمبي وفقاً للقانون
- عوائد استثمار الأموال المملوكة لها وفقاً للقانون.

وتبدأ السنة المالية للجنة في الأول من شهر كانون الثاني/يناير من كل سنة وتنتهي في الحادي والثلاثين من شهر كانون الأول/ديسمبر من السنة نفسها. وتخضع حسابات المنح الحكومية للجنة لرقابة وتدقيق ديوان الرقابة المالية الاتحادي. وعلى اللجنة الكشف للحكومة أو للجمعية العامة عن المنح غير الحكومية المدققة أصولياً سنوياً. وتودع اللجنة أموالها لدى أحد المصارف العراقية الحكومية فقط، ويجب عليها تبليغ الجهات المعنية عند تغيير المصرف الذي اودعت لديه أموالها خلال أسبوع من حدوثه.
أعلن المدير التنفيذي للجنة الأولمبية العراقية، جزائر السهلاني، عن فقدان مبلغ 726 مليون دينار (ما يزيد عن 600 ألف دولار أمريكي*، من حساب اللجنة المصرفية.

## النظام الداخلي
في 26 أغسطس/آب، صادقت اللجنة الأولمبية الدولية، على النظام الداخلي المعدل، للجنة الأولمبية الوطنية العراقية.

## الانتخابات
في 14 فبراير/شباط، 2020 الموافق يوم السبت، جرت في الساعة الحادية عشرة انتخابات اللجنة الأولمبية الوطنية العراقية في فندق شيراتون في بغداد، من أجل اختيار رئيس وأعضاء المكتب التنفيذي لدورة انتخابات جديدة مدتها أربع سنوات. وأعلنت النتائج عن فوز أحمد صبري ب 18 صوتاً ورعد حمودي ب18 صوتاً، وصفاء صاحب ب17 صوتاً، وطارق عبد الرحمن 17 صوتاً، ود.وهاب الطائي، 17 صوتاً، وفلاح حسن 17 صوتاً، وبيداء كيلان 17 صوتا، وفرقد عبد الجبار 17 صوتاً، ومهند أحمد 17 صوتاً.
وفي 13 فبراير/شباط 2019، استلمت اللجنة الأولمبية الوطنية العراقية، رسالة تحذير عائلة من اللجنة الأولمبية الدولية بخصوص الانتخابات المُقرر إقامتها، وتضمن تحذير من مغبة إشراك سرمد عبد الإله بالعملية الانتخابية للمكتب التنفيذي، ووجوب احترام قرار لجنة الأخلاقيات في 18 نوفمبر/تشرين الثاني 2019، الذي يؤكد انتهاك عبد الإله لمدونة الخلق الرياضي للجنة الأولمبية الدولية. وبناءً على هاتين الوثيقتين من لجنة الأخلاقيات، تكون الأولمبية الدولية ملزمة بعدم الاعتراف بنتائج الانتخابات، في حال عدم إبعاده من الجمعية العامة ومنعه من التنافس على المكتب التنفيذي.
كانت قد أقيمت انتخابات في 16 فبراير/شباط، 2019، بعد حل اللجنة الأولمبية، اسفرت عن فوز رعد حمودي برئاسة اللجنة الأولمبية للمرة الثالثة، وفوز كل من فلاح حسن بمنصب النائب الأول لرئيس اللجنة، ووهاب الطائي بمنصب النائب الثاني لرئيس اللجنة.

### الإلغاء وعدم الاعتراف والإمر الولائي
في 21 فبراير، 2019 أعلنت وزارة الشباب والرياضة عدم اعترافها بالمكتنذب التنفيذي الجديد للجنة الأولمبية العراقية المنتخب ورفضها للانتخابات المذكورة معتبرة نتائجها غير شرعية.
في نوفمبر 2020، رفضت اللجنة الأولمبية الدولية الاعتراف بنتائج انتخابات اللجنة الأولمبية.
وفي نوفمبر 2020، أوقف القضاء العراقي العمل بنتيجة انتخابات المكتب التنفيذي للجنة الأولمبية العراقية استناداً لأحكام المواد 51 و152 و153 و216 من قانون المرافعات المدنية.
وفي نوفمبر 2020، تلقت اللجنة الأولمبية الوطنية العراقية، رسالة من اللجنة الأولمبية الدولية، بتجميد عملها، وعن تجميد عضوية اللجنة الأولمبية الوطنية العراقية وأنها ولأغراض تشغيلية فقط فهي ستعترف فقط بالرئي الأسبق المنتهية ولايته رعد حمودي في الحوار مع الجهات العراقية.

## الاتحادات الاولمبية
مجموعة من الاتحادات العراقية المنضوية تحت مظلة اللجنة الاولمبية الوطنية العراقية
| الاتحاد العراقي المركزي لألعاب القوى | الاتحاد العراقي لكرة السلة | الاتحاد العراقي لكرة القدم   | الاتحاد العراقي لكرة الطائرة | الاتحاد العراقي لكرة اليد    |
| الاتحاد العراقي للتنس                | الاتحاد العراقي للسباحة    | الاتحاد العراقي للجودة       | الاتحاد العراقي للتايكوندو   | الاتحاد العراقي للقوس والسهم |
| الاتحاد العراقي للملاكمة             | الاتحاد العراقي للمبارزة   | الاتحاد العراقي للتجذيف      | الاتحاد العراقي للدراجات     | الاتحاد العراقي للفروسية     |
| الاتحاد العراقي للجمباز              | الاتحاد العراقي للرماية    | الاتحاد العراقي لرفع الاثقال | الاتحاد العراقي للمصارعة     | الاتحاد العراقي للكراتيه     |

## انظر أيضآ
- اللجنة الوطنية الأولمبية التونسية
- اللجنة الأولمبية العربية السعودية
- اللجنة الأولمبية المصرية

## وصلات خارجية
موقع اللجنة الأولمبية الوطنية العراقية